# Ibalonius breoni
Ibalonius breoni is een hooiwagen uit de familie Podoctidae.